# Campionati del mondo di atletica leggera 2017 - 110 metri ostacoli
La gara dei 110 metri ostacoli dei Campionati del mondo di atletica leggera 2017 si è svolta tra il 6 e il 7 agosto.

## Podio
| Pos.    | Atleta          | Nazionalità                 | Tempo |
| ------- | --------------- | --------------------------- | ----- |
| Oro     | Omar McLeod     | Giamaica                    | 13"04 |
| Argento | Sergej Šubenkov | Atleti Neutrali Autorizzati | 13"14 |
| Bronzo  | Balázs Baji     | Ungheria                    | 13"28 |

## Situazione pre-gara

### Record
Prima di questa competizione, il record del mondo (RM) e il record dei campionati (RC) erano i seguenti.
| Record                | Prestazione | Atleta                    | Data                               | Competizione            |
| --------------------- | ----------- | ------------------------- | ---------------------------------- | ----------------------- |
| Record mondiale       | 12"80       | Aries Merritt Stati Uniti | 7 settembre 2012 Bruxelles, Belgio | Memorial Van Damme 2012 |
| Record dei campionati | 12"91       | Colin Jackson Regno Unito | 20 agosto 1993 Stoccarda, Germania | Mondiali 1993           |

### Campioni in carica
I campioni in carica a livello mondiale e olimpico erano:
| Campione | Atleta                 | Prestazione | Data                                   | Competizione         |
| -------- | ---------------------- | ----------- | -------------------------------------- | -------------------- |
| Olimpico | Omar McLeod Giamaica   | 13"05       | 16 agosto 2016 Rio de Janeiro, Brasile | Giochi olimpici 2016 |
| Mondiale | Sergej Šubenkov Russia | 12"98       | 28 agosto 2015 Pechino, Cina           | Mondiali 2015        |

### La stagione
Prima di questa gara, gli atleti con le migliori tre prestazioni dell'anno erano:
| Pos. | Atleta                                      | Prestazione | Data                                   |
| ---- | ------------------------------------------- | ----------- | -------------------------------------- |
| 1    | Omar McLeod Giamaica                        | 12"90       | 24 giugno 2017 Kingston, Giamaica      |
| 2    | Sergej Šubenkov Atleti Neutrali Autorizzati | 13"01       | 4 luglio 2017 Székesfehérvár, Ungheria |
| 3    | Ronald Levy Giamaica                        | 13"05       | 1º luglio 2017 Parigi, Francia         |

## Risultati

### Batterie
Le batterie si sono corse dalle ore 13:15 del 6 agosto 2017.

Qualificazione: i primi quattro di ogni serie (Q) e i quattro tempi migliori tra gli esclusi (q) si qualificano alle semifinali.
| Pos. | Batteria | Nome                   | Nazionalità                 | Tempo  | Note |
| ---- | -------- | ---------------------- | --------------------------- | ------ | ---- |
| 1    | 3        | Aries Merritt          | Stati Uniti                 | 13"16  | Q    |
| 2    | 1        | Omar McLeod            | Giamaica                    | 13"23  | Q    |
| 3    | 2        | Devon Allen            | Stati Uniti                 | 13"26  | Q    |
| 4    | 4        | Andrew Pozzi           | Regno Unito                 | 13"28  | Q    |
| 5    | 4        | Wenjun Xie             | Cina                        | 13"34  | Q    |
| 6    | 1        | Balázs Baji            | Ungheria                    | 13"35  | Q    |
| 7    | 2        | Garfield Darien        | Francia                     | 13"36  | Q    |
| 8    | 5        | Orlando Ortega         | Spagna                      | 13"37  | Q    |
| 9    | 4        | Milan Trajkovic        | Cipro                       | 13"38  | Q    |
| 10   | 3        | Shane Brathwaite       | Barbados                    | 13"39  | Q    |
| 11   | 4        | Yidiel Contreras       | Spagna                      | 13"40  | Q    |
| 12   | 1        | Eddie Lovett           | Isole Vergini Americane     | 13"41  | Q    |
| 13   | 5        | Hansle Parchment       | Giamaica                    | 13"42  | Q    |
| 14   | 3        | Antonio Alkana         | Sudafrica                   | 13"43  | Q    |
| 15   | 5        | Sergej Šubenkov        | Atleti Neutrali Autorizzati | 13"47  | Q    |
| 16   | 4        | Roger Iribarne         | Cuba                        | 13"48  | q    |
| 17   | 1        | Aleec Harris           | Stati Uniti                 | 13"50  | Q    |
| 18   | 4        | Matthias Bűhler        | Germania                    | 13"52  | q    |
| 19   | 2        | Damian Czykier         | Polonia                     | 13"528 | Q    |
| 20   | 5        | Johnathan Cabral       | Canada                      | 13"530 | Q    |
| 21   | 4        | Yaqoub Al-Youha        | Kuwait                      | 13"551 | q    |
| 22   | 1        | Yordan O'Farrill       | Cuba                        | 13"552 | q    |
| 23   | 3        | Éder Antonio Souza     | Brasile                     | 13"560 | Q    |
| 24   | 3        | Aurel Manga            | Francia                     | 13"573 |      |
| 24   | 2        | Genta Masuno           | Giappone                    | 13"573 | Q    |
| 26   | 1        | David Omoregie         | Regno Unito                 | 13"59  |      |
| 27   | 5        | Nicholas Hough         | Australia                   | 13"61  |      |
| 28   | 3        | Konstadínos Douvalídis | Grecia                      | 13"62  |      |
| 29   | 2        | Abdulaziz Al Mandeel   | Kuwait                      | 13"621 |      |
| 30   | 2        | Ruebin Walters         | Trinidad e Tobago           | 13"630 |      |
| 31   | 2        | Siddhanth Thingalaya   | India                       | 13"64  |      |
| 32   | 1        | Shunya Takayama        | Giappone                    | 13"65  |      |
| 33   | 2        | David King             | Regno Unito                 | 13"63  |      |
| 34   | 3        | Hideki Omuro           | Giappone                    | 13"771 |      |
| 35   | 5        | Jeffrey Julmis         | Haiti                       | 13"780 |      |
| 36   | 3        | Byoungjun Kim          | Corea del Sud               | 13"81  |      |
| 37   | 5        | Mikel Thomas           | Trinidad e Tobago           | 13"98  |      |
| 38   | 1        | Ahmad Hazer            | Libano                      | 14"41  |      |
| 39   | 1        | Xaysa Anousone         | Laos                        | 14"55  |      |
| -    | 4        | Ronald Levy            | Giamaica                    | dnf    |      |
| -    | 5        | Milan Ristic           | Serbia                      | dq     |      |

### Semifinale
Le semifinali si sono tenute il 6 agosto dalle ore 20:10.

Qualificazione: i primi due di ogni serie (Q) e i due tempi migliori tra gli esclusi (q) si qualificano alla finale.
| Pos. | Batteria | Nome               | Nazionalità                 | Tempo  | Note |
| ---- | -------- | ------------------ | --------------------------- | ------ | ---- |
| 1    | 1        | Omar McLeod        | Giamaica                    | 13"10  | Q    |
| 2    | 1        | Garfield Darien    | Francia                     | 13"17  | Q    |
| 3    | 1        | Sergej Šubenkov    | Atleti Neutrali Autorizzati | 13"22  | q    |
| 4    | 1        | Orlando Ortega     | Spagna                      | 13"224 | q    |
| 5    | 3        | Balázs Baji        | Ungheria                    | 13"228 | Q    |
| 6    | 3        | Aries Merritt      | Stati Uniti                 | 13"25  | Q    |
| 7    | 2        | Shane Brathwaite   | Barbados                    | 13"26  | Q    |
| 8    | 2        | Hansle Parchment   | Giamaica                    | 13"262 | Q    |
| 9    | 2        | Devon Allen        | Stati Uniti                 | 13"265 |      |
| 10   | 2        | Andrew Pozzi       | Regno Unito                 | 13"28  |      |
| 11   | 1        | Milan Trajkovic    | Cipro                       | 13"32  |      |
| 12   | 3        | Wenjun Xie         | Cina                        | 13"36  |      |
| 13   | 1        | Aleec Harris       | Stati Uniti                 | 13"40  |      |
| 14   | 2        | Damian Czykier     | Polonia                     | 13"42  |      |
| 15   | 2        | Roger Iribarne     | Cuba                        | 13"43  |      |
| 16   | 3        | Antonio Alkana     | Sudafrica                   | 13"59  |      |
| 17   | 2        | Yidiel Contreras   | Spagna                      | 13"65  |      |
| 18   | 3        | Eddie Lovett       | Isole Vergini Americane     | 13"67  |      |
| 19   | 3        | Éder Antonio Souza | Brasile                     | 13"70  |      |
| 20   | 1        | Genta Masuno       | Giappone                    | 13"784 |      |
| 21   | 2        | Matthias Bűhler    | Germania                    | 13"785 |      |
| 22   | 3        | Johnathan Cabral   | Canada                      | 14"98  |      |
| -    | 3        | Yordan O'Farrill   | Cuba                        | dnf    |      |
| -    | 1        | Yaqoub Al-Youha    | Kuwait                      | dnf    |      |

### Finale
La finale si è svolta lunedì 7 agosto alle ore 21:30.
| Pos. | Corsia | Nome             | Nazionalità                 | Tempo  | Note |
| ---- | ------ | ---------------- | --------------------------- | ------ | ---- |
|      | 4      | Omar McLeod      | Giamaica                    | 13"04  |      |
|      | 2      | Sergej Šubenkov  | Atleti Neutrali Autorizzati | 13"14  |      |
|      | 5      | Balázs Baji      | Ungheria                    | 13"28  |      |
| 4    | 6      | Garfield Darien  | Francia                     | 13"30  |      |
| 5    | 9      | Aries Merritt    | Stati Uniti                 | 13"31  |      |
| 6    | 7      | Shane Brathwaite | Barbados                    | 13"32  |      |
| 7    | 3      | Orlando Ortega   | Spagna                      | 13"361 |      |
| 8    | 8      | Hansle Parchment | Giamaica                    | 13"365 |      |